# NGC 540
NGC 540 este o galaxie lenticulară situată în constelația Balena. A fost descoperită în 15 octombrie 1885 de către Francis Leavenworth.